# Mali prsni mišić
Mali prsni mišić (lat. musculus pectoralis minor) je mišić koji se nalazi na prednjoj strani trupa. Mali prsni mišić pomaže pri disanju. Mišić inerviraju lat. nervi thoracales anteriores.

## Polazište i hvatište
Mišić polazi s 3. – 5. rebra (prednje površine), ide prema gore i hvata se na lopaticu (vrh korakoidnog nastavka).